# رينالدو دوس سانتوس سيلفا
رينالدو دوس سانتوس سيلفا (بالبرتغالية: Reynaldo dos Santos Silva‏) (24 أغسطس 1989 أرابيراكا البرازيل - ) هو لاعب كرة قدم برازيلي، يلعب كلاعب وسط.

## وصلات خارجية
رينالدو دوس سانتوس سيلفا على موقع قاعدة بيانات كرة القدم.إي يو (الإنجليزية)
- رينالدو دوس سانتوس سيلفا على موقع Soccerway.com (الإنجليزية)
- رينالدو دوس سانتوس سيلفا على موقع عالم كرة القدم.نت (الإنجليزية)
- رينالدو دوس سانتوس سيلفا على موقع AS.com (الإسبانية)